# Pickup (Reifen)

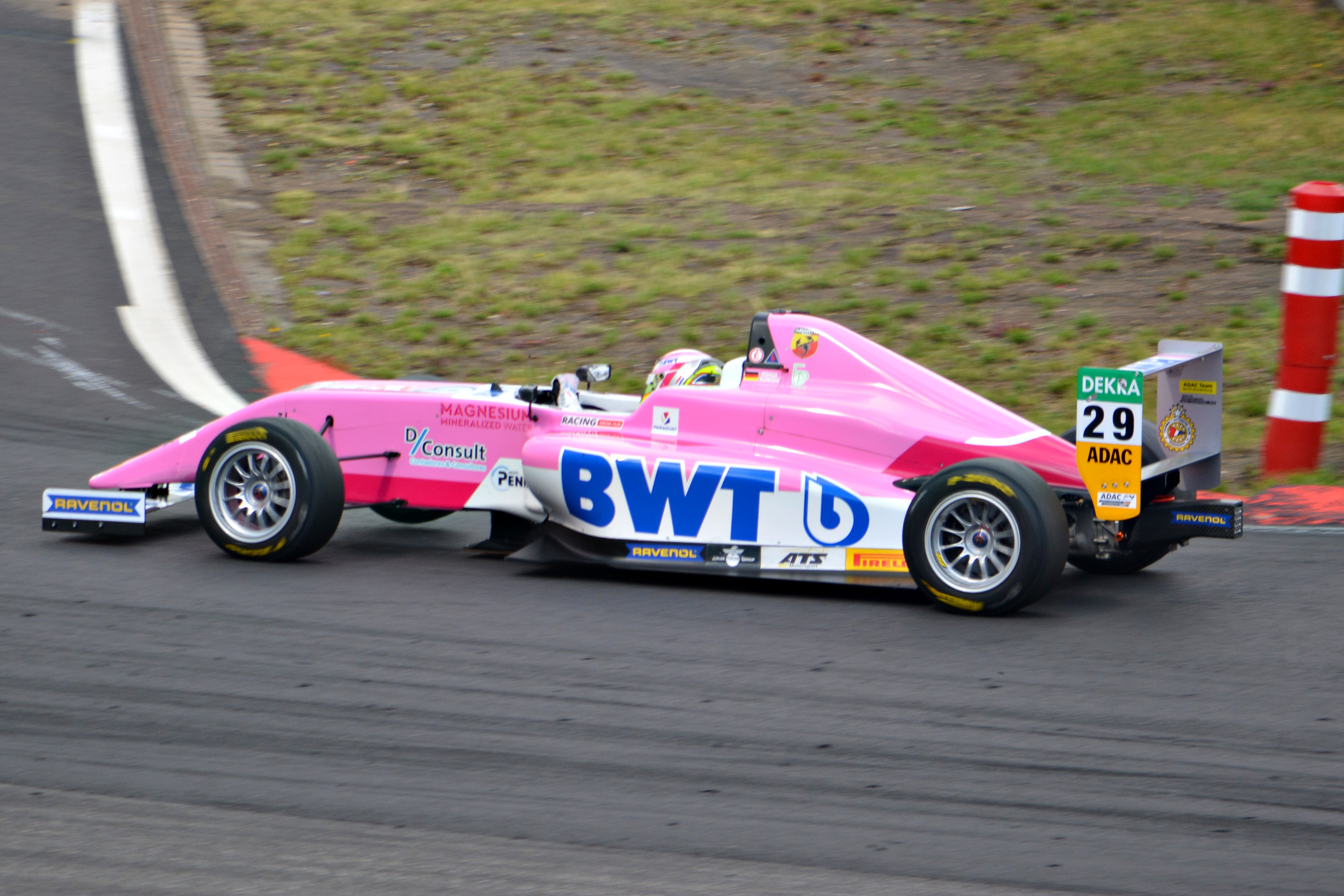

Als Pickup wird im Motorsport die Gummimasse bezeichnet, die sich an warmen und klebrigen Slickreifen anlagern kann und die Haftreibung verschlechtert. Im deutschen Sprachgebrauch ist auch der Ausdruck Sammelgummi üblich. Pickup besteht aus dem Abrieb anderer Reifen, der abseits der Ideallinie in aggregierter Form auf der Strecke liegt (im Bild vorn). Bei Nässe wird die chemische Verbindung von altem und frischem Gummi verhindert. 

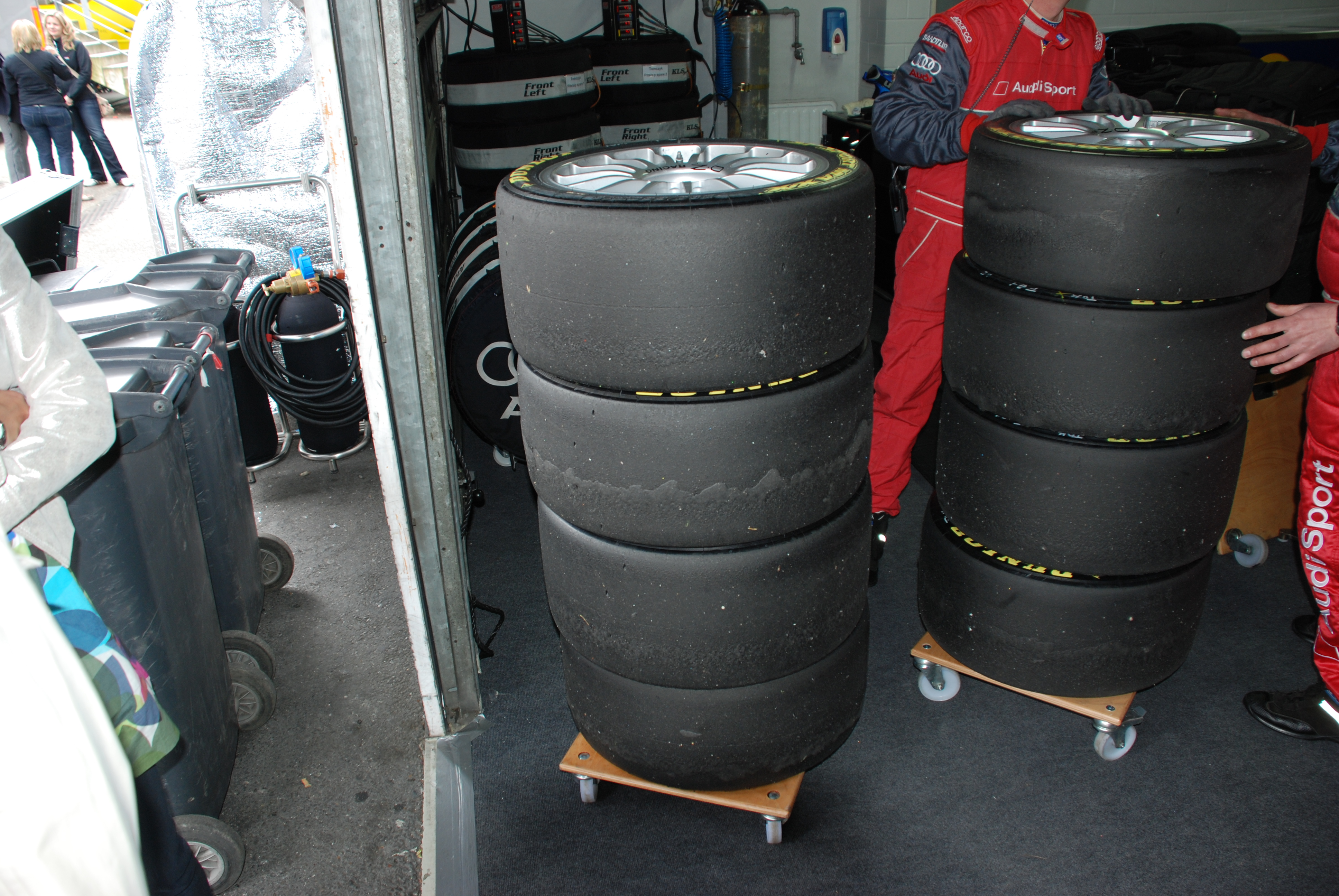
Zirkulär angesammelter Pickup am zweitobersten Reifen

Pickup kann dazu dienen, das Gewichtslimit eines Rennwagens einzuhalten. Dazu fährt der Fahrer nach Rennende in der Auslaufrunde durch Bereiche mit viel Abrieb, damit Teile an den Reifen kleben bleiben. Bei niedriger Geschwindigkeit bleiben sie haften. In Fällen, in denen die Reifen nochmal verwendet werden sollen, muss der Pickup mechanisch entfernt werden. Das wird vielfach bei abgeschraubten Reifen am Boden mit Spachtel und Heißluftgebläse gemacht. Der Reifen soll dabei nicht stark erwärmt werden, eher der Spachtel. Manche Teams vermeiden ganz die Erwärmung und drehen die oberste Schicht in einer Vorrichtung ab, die den Reifen in eine langsame Drehung versetzt.